# František Schmoranz mladší
František Schmoranz mladší (19. listopadu 1845 Slatiňany – 12. ledna 1892 Praha) byl český architekt a první ředitel Uměleckoprůmyslové školy v Praze.

## Život
Narodil se ve Slatiňanech v domě čp. 88 v rodině Františka Schmoranze staršího, stavitele a zedníka, a jeho manželky Františky, dcery hostinského Václava Novotného ze Slatiňan.  
Absolvoval reálku v Kutné Hoře a poté studoval na pražské polytechnice. Absolvoval studijní cestu po Německu, v Hamburku byl zaměstnán jako architekt a seznámil se zde s orientálním uměním. Roku 1873 se vrátil do Vídně a projektoval pavilony pro světovou výstavu. Poté absolvoval s architektem Janem Machytkou cestu zaměřenou na orientální architekturu a umění po Palestině a Egyptě. Od roku 1874 ve Vídni s Machytkou společně provozovali vlastní architektonickou kancelář. Od roku 1882 byl uměleckým inspektorem c. a k. textilních průmyslových škol v Rakousko-Uhersku. 
Roku 1885 přesídlil do Prahy, kde se stal prvním ředitelem Uměleckoprůmyslové školy v Praze. Zároveň byl jmenován c. a k. stavebním radou. V roce 1887 byl na téže škole jmenován profesorem architektury jeho mladší bratr Gustav Schmoranz. Roku 1890 byl jmenován dopisujícím členem IV. třídy České Akademie císaře Františka Josefa pro vědy, slovesnost a umění.
Zemřel uprostřed práce ve 46 letech, svobodný a bezdětný.

## Ocenění
Roku 1873 byl za svou činnost oceněn řádem Františka Josefa I., roku 1876 pak tureckým řádem Medžidžie (turecky: Mecidiye, anglicky Medjidie).

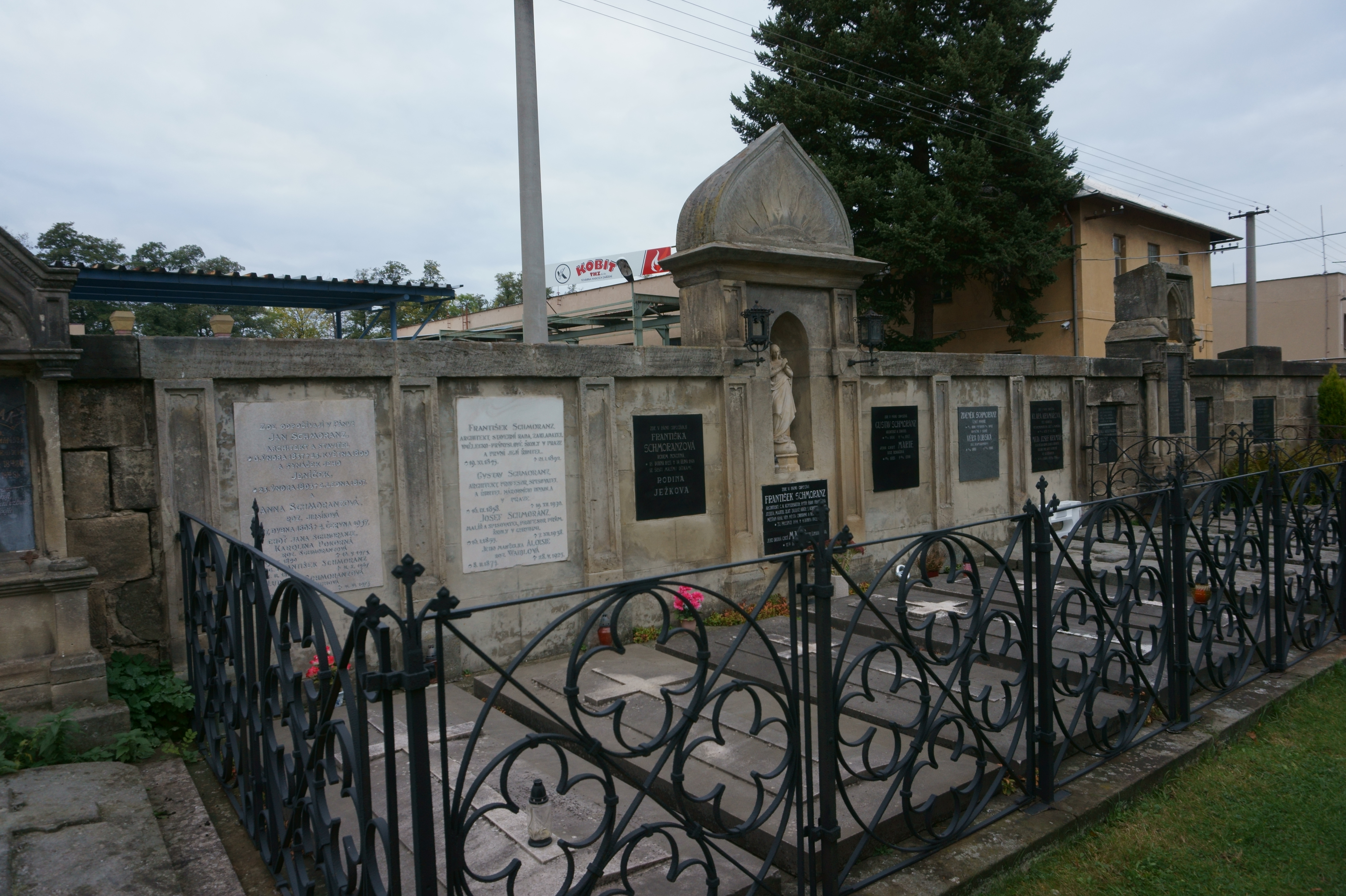
Hrob rodiny Schmoranzů ve Slatiňanech

## Dílo
Jeho zájem o orientální umění se výrazně odrazil v jeho realizovaných i nerealizovaných projektech. Pro světovou výstavu ve Vídni roku 1873 projektoval Egyptsko-súdánský pavilon. Po vzniku ateliéru se společně s Janem Machytkou účastnili řady soutěží na veřejné stavby po celém tehdejším Rakousku-Uhersku. Dlouhá je i řada realizovaných staveb. V Trenčianských Teplicích navrhli hlavní lázeňskou budovu a také budovu tureckých lázní Hammam, na níž měl Schmoranz zřejmě výraznější podíl.
S Janem Machytkou projektoval roku 1882 novorenesanční budovu Uměleckoprůmyslové školy v Praze. V soutěži na projekt Národního muzea v Praze získali druhou cenu. Schmoranz navrhl mj. též rekonstrukci Vlašského dvora v Kutné Hoře.
1882 - Letohrádek barona Drasche z Wartinberka v oboře pod Kunětickou horou.